# فلسفة نسوية

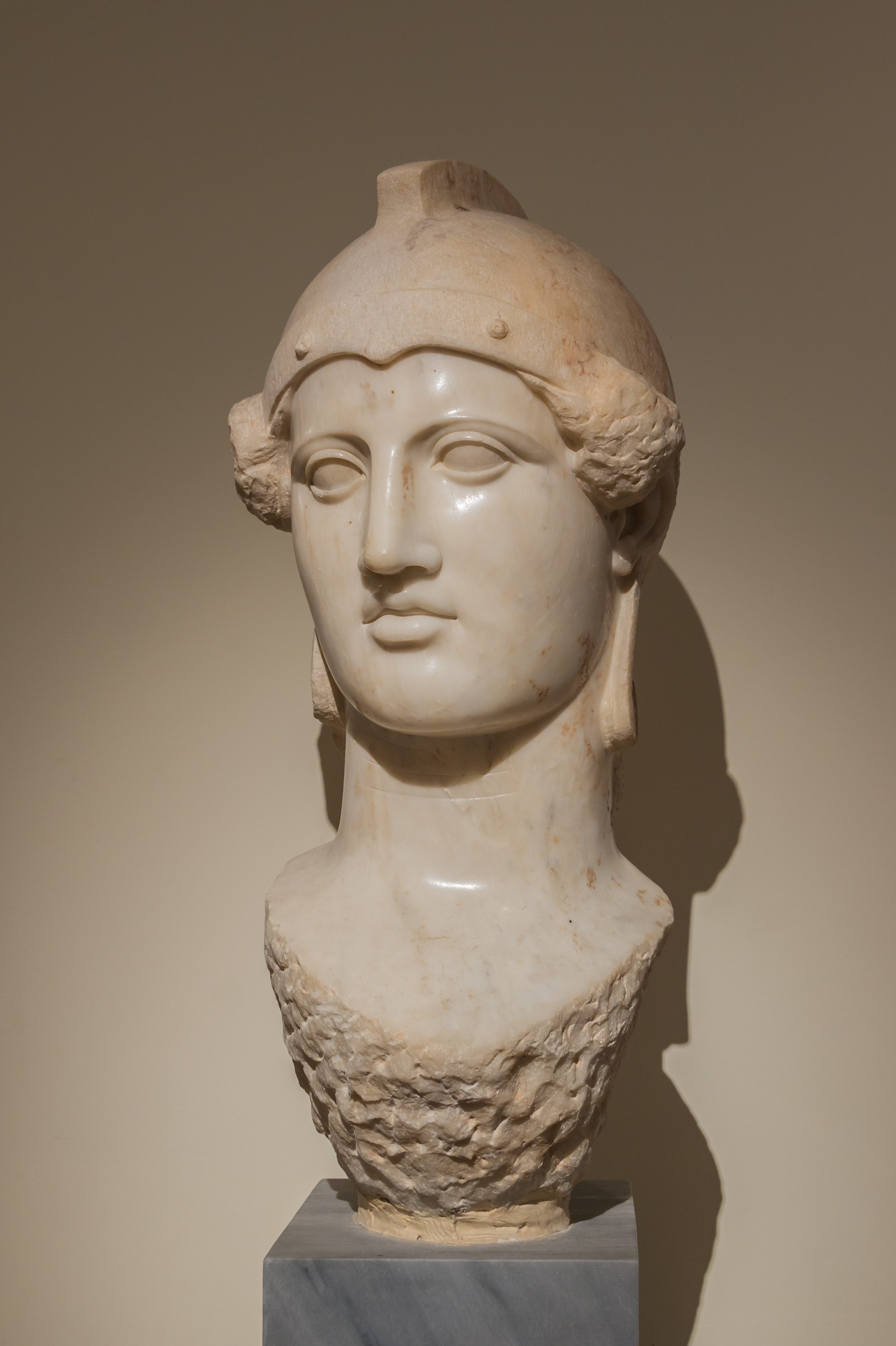

الفلسفة النسوية هي مقاربة للفلسفة من منظور نسوي وتوظيف للأساليب الفلسفية في معالجة الموضوعات النسوية. يمكن أن يشمل هذا تقديم تحليل فلسفي للمفاهيم المتعلقة بالهوية (مثل العرق والوضع الاجتماعي-الاقتصادي والنوع والجنس القدرة والدين). وقد كانت الفلسفة النسوية مصدرا هاما للحجج من أجل المساواة بين الجنسين. والتحقيق في التحيز الجنسي داخل التقليد الفلسفي. وهناك اتجاه هام آخر وهو إعادة اكتشاف عمل العديد من الفلاسفة الإناث الذين لم يتم الاعتراف بمساهماتهم. وقد كانت الفلسفة النسوية موجودة قبل القرن العشرين، ولكنها أصبحت تُصنف على هذا النحو فيما يتعلق بالخطاب النسائي للموجة الثانية في الستينيات والسبعينيات.

## الحقول الفرعية
يعمل الفلاسفة النسويون ضمن مجموعة واسعة من الحقول الفرعية، بما في ذلك: نظرية المعرفة النسوية، التي تتحدى الأفكار الفلسفية التقليدية من المعرفة والعقلانية كهدف عالمي، أو قيمة محايدة. غالباً ما يناقش علماء المعرفة النسويات أهمية المنظور والوضع الاجتماعي والقيم في توليد المعرفة، بما في ذلك العلوم. الأخلاق النسوية، والتي غالبا ما تجادل بأن التركيز على الموضوعية والعقلانية والعالمية في الفكر الأخلاقي التقليدي يستثني الحقائق الأخلاقية للمرأة. أظهر بعض علماء الأخلاق النسويات قلقًا حول كيفية ارتباط القيم المرتبطة بأخلاقيات الرعاية غالبًا بالفطنة، وكيف يمكن لهذا الارتباط أن يعزز الأفكار المتعلقة بالتطور الأخلاقي على أساس النوع. المؤرخات النسوية للفلسفة تدرس أيضا التحيز الجنسي المتأصل في النظريات الميتافيزيقية التقليدية.

## شخصيات رئيسية
- ليندا مارتين ألكوف
- ساندرا لي بارتكي
- سيمون دو بوفوار
- جوديث بتلر

بعض الكتاب والمفكرين الذين انتقدوا جوانب الفلسفة النسوية مثل:
- سوزان هاك
- كميل باجليا

## اقرأ أيضًا
- المرأة في الفلسفة